# Esclavitud (banda)
Esclavitud es un grupo canario de heavy metal procedente de San Cristóbal de La Laguna (Tenerife) y activo desde mediados de los 90.
Con una estructura a cuatro (guitarra, bajo, batería y voz), la banda practica un Heavy Metal clásico pero muy variado, con tintes progresivos, profundamente enraizado en los grupos tradicionales de las tres últimas décadas del siglo XX, pero claramente dirigidos hacia el rock del nuevo milenio.

## Historia
Fundado a principios de 1996 en Tenerife, más concretamente en la ciudad de La Laguna, tras la unión de diferentes músicos procedentes de grupos como Óberlus, Tregua, Silencio Roto o Alquimia, entre otros. Han sido diversos los cambios en su estructura con la salida y entrada de músicos. La primera formación estaba compuesta por Fonsi Rodríguez al bajo (ex-Tregua y El último grito del Perenquén, actualmente en Ni un Pelo de Tonto), Alexis Guerra a la guitarra y Mauro Martín a la batería (ambos ex-Óberlus), y finalmente Ángel a la voz (ex-Óberlus y Chakal). Al principio tomaron el nombre de Slavery, ya que la interpretación de las letras se realizaba en inglés. A mitad de 1996 el vocalista abandona el grupo, y tras varios meses de búsqueda y pruebas Adrián Lugo (ex-Silencio roto y Cordón umbilical, actualmente en Pandora) pasó a engrosar las filas del grupo configurando así una formación sólida durante más de cinco años. Con su llegada se produjo un cambio significativo, se comenzó a cantar en español, con lo cual el nombre del grupo pasó a su significado en español, Esclavitud. En febrero de 2002 el grupo sufre otro cambio de componente. Esta vez Fonsi abandona la formación, entrando en la misma David Alexis (ex-Chakal y Oberlus), quedando la banda compuesta por Alexis Guerra a la guitarra, Adrián Lugo a la voz, David Alexis al bajo y Mauro Martín a la batería. Un año y ocho meses después, en octubre de 2003, y tras una buena temporada de actuaciones, la formación vuelve a perder al bajista, que es rápidamente sustituido por Ramón Cebrián, antiguo componente de Alquimia, configurando así un line-up que permanecería inalterable hasta septiembre de 2016 en el que, coincidiendo con el XX aniversario, Adrián Lugo abandona la banda. Tras un nuevo periodo de pruebas, Marc Quee (ex Attentat Rock) pasa a ser el nuevo vocalista de Esclavitud trayendo un nuevo y trascendental cambio: el grupo vuelve a cantar en inglés. En estos momentos Esclavitud con Marc Quee, Alexis Guerra, Ramón Cebrián y Mauro Martín se encuentran trabajando de lleno en la grabación del tercer disco de la banda: Return to Eden.

### 1998-2003: los inicios
La primera grabación se realizó en los estudios Fun Music de Santa Cruz de Tenerife, con cinco temas, durante mayo de 1998, y lleva por título “Tú y Heavy Metal”. Fue una demo costeada en su totalidad por los miembros de la banda, y aunque la calidad sonora no es de un nivel muy alto, muestra claramente el estilo de Esclavitud.
La segunda recoge la actuación del grupo durante las fiestas de San Pedro de El Sauzal (Tenerife), el 13 de julio de 2002, dentro de los actos de la Semana Cultural Juvenil. Es un directo que muestra perfectamente la evolución del grupo con respecto a la primera etapa del mismo. Lleva por título “DIRECTO 13/07/2002”.
El tercer trabajo fue grabado en los estudios Ignis de Santa Cruz de Tenerife, entre febrero y octubre de 2003. Fueron ocho meses bastante duros, combinando sesiones de ensayos con la vida profesional de cada componente, actuaciones en directo y miles de contratiempos. Quedaron registrados ocho temas originales de la banda compuestos a lo largo de su trayectoria. Lleva por nombre “ESCLAVITUD”. 6 temas son tocados por el bajista David Alexis y 2 por el entonces nuevo componente Ramón Cebrián.

### 2006-2011: los dos primeros discos oficiales
La cuarta grabación lleva por título “Involución” y fue realizada en los estudios Arena Digital, en La Laguna, durante 2006 y editada por la discográfica tinerfeña independiente Multitrack en 2007. Este es el primer disco de la banda, ya que hasta ahora las anteriores grabaciones tenían la categoría de maquetas. De este trabajo se realizó un vídeo-clip del tema que abre el disco, “Sin Perdón”. 
También cabe destacar la aparición de Esclavitud en dos discos recopilatorios editados en marzo de 2008, “Canarias Me Suena” y “Vitruvio Vol. II”. En el primero, y bajo el sello promovido por el Gobierno de Canarias que lleva el mismo nombre, se puede escuchar el tema “Caer”, dentro de una amplia selección de grupos canarios que fueron finalistas de dicho certamen. La segunda recopilación recoge la canción “Sin Perdón”, y pertenece al sello discográfico chileno Risestar Promotions, destinado a la promoción de bandas a nivel mundial.
En los años 2010-2011, los planes de la banda se centran en la composición y grabación de nuevas canciones para un nuevo lanzamiento que llevaría por nombre “Condenados al Paraíso”. Con la idea de hacer un trabajo de máxima calidad, se ponen en contacto con Andi Deris, vocalista del grupo alemán Helloween, el cual producirá el mismo, ofreciendo también la colaboración del productor Charlie Bauerfeind (Helloween, Motörhead, Primal Fear, Halford, Blind Guardian, Saxon, etc.) para la masterización final. Las sesiones de estudio se llevan a cabo en dos períodos, quedando registrados cinco temas entre los meses de marzo y abril, y otros cinco entre agosto y octubre, convirtiéndose así en el proyecto más ambicioso del grupo hasta entonces.

### 2016-2017: una nueva etapa
Tras unos años de viajes y presentaciones para promocionar "Condenados al Paraíso" durante los años 2011-2014, el grupo decide impulsar la composición de nuevo material con la idea de grabar un nuevo disco. Sin embargo, enel 2014, las obligaciones profesionales de Adrián Lugo lo llevan a desplazarse durante casi un año a Catalunya, lo que supuso una ralentización del proceso. Los conciertos quedaron cancelados excepto la participación en el Leyendas del Rock del 2014. Tras el retorno de Adrián, la banda termina durante todo el año 2015 la composición del material para la grabación de un nuevo álbum de título "Retorno al Edén" con David Correa a los mandos de la producción. Sin embargo, durante la grabación, Adrián y el grupo, de común acuerdo, deciden separar sus caminos ante la imposibilidad del cantante de compaginar sus obligaciones laborales con las del grupo. Con todo el material instrumental ya grabado, los restantes componentes comienzan la búsqueda de un nuevo cantante para Esclavitud que termine la grabación del álbum y abra una nueva etapa. Tras un periodo de pruebas e incertidumbre, Marc Quee es elegido para el puesto. Tras los primeros ensayos el grupo decide volver a cantar en inglés, idioma que Marc domina a la perfección y en el que ha cantado a lo largo de toda su carrera. Marc reescribe todas las letras y melodías sobre la base instrumental ya registrada y culmina, finalmente, la grabación del nuevo álbum de la banda "Return to Eden".

## Conciertos y eventos

### 1997-2001
Tras su fundación, los directos de la banda son escasos, principalmente debido a los pocos pubs y salas de la isla que, esporádicamente, realizaban actuaciones en vivo. Poco a poco el nombre del grupo coge fuerza y cada vez es más conocido, comenzando a tener breves apariciones en distintas radios y medios de prensa locales. Durante esta etapa cabe destacar la primera invitación para actuar fuera de Tenerife, en el III Encuentro Juvenil Canario (Arrecife, Lanzarote, 1997).

### 2002-2006
Este período se puede catalogar como satisfactorio, donde los proyectos que se llevan a cabo hacen que Esclavitud se asienta definitivamente en el panorama musical canario. Entre grabación y grabación, se suceden las actuaciones en Tenerife, empezando a tomar relevancia las llevadas a cabo fuera de la isla, como las realizadas en las tres primeras ediciones del Festival Lebrancho Rock de Fuerteventura (2004, 2005 y 2006), y en diversas salas de Gran Canaria, destacando la participación en el concurso Canarias Metal Zone II (2006), del que salen ganadores. A finales de 2006 Esclavitud lleva a cabo su primera aparición por tierras peninsulares, ofreciendo dos conciertos en Zaragoza (Pub Maniconio y I Festival Senderos del Rock), destacando este último ya que se realizó junto a grupos nacionales de primera fila, como Warcry, Sphinx, Saurom y Uzzhuaia, entre otros.

### 2007
Comienza el año y las expectativas del grupo crecen. Tras varias actuaciones en la isla, el hecho más importante fue ser seleccionados como finalistas del certamen Canarias Me Suena, promovido por el Gobierno de Canarias, obteniendo como premio la edición de 100 copias de su último trabajo "Involución", por lo que el sueño de editar el disco se ve cumplido, aumentando esta cifra en 500 copias más. Durante esa temporada, Esclavitud participa en dos eventos importantes a nivel local: crean su propio festival, el LagunaRock 2007, con una primera cita en mayo de ese año (siendo la base de un proyecto que tuvo 4 ediciones), y hacen una actuación histórica durante las fiestas de la ciudad lagunera (Fiestas del Cristo), donde unas 2500 personas disfrutaron de un tributo a la banda referente de sus influencias, Iron Maiden, interpretando íntegro el álbum “The Number Of The Beast”, como homenaje al 25 aniversario de la edición de una de las obras maestras del Heavy Rock de todos los tiempos. El último cuatrimestre de 2007 se cierra con un nuevo concierto en Zaragoza (Sala Utopía), después del buen sabor de boca dejado el año anterior; la representación del tributo a Iron Maiden en Gran Canaria (Pub La Calle), donde también son invitados a actuar junto a los gaditanos Sphinx (Sala Paraninfo) y la realización del Festival FindeRock 2007 en el Puerto de la Cruz, Tenerife.

### 2008
Este período se caracteriza por las actuaciones fuera de la isla. Fueron invitados como teloneros de bandas de renombre dentro del panorama musical estatal, como los gaditanos Sphinx (Festival Rockteraphia 2008, Gran Canaria), los madrileños Boikot durante su gira gallega (Sala Capitol, de Santiago de Compostela, y Sala A!, de Vigo), el grupo asturiano Avalanch (Phonofestival 2008, en Gavà, Barcelona) y la banda catalana Steelgar (Sala Mentha Lounge, de Girona), sin olvidar la organización de la segunda edición de su festival (LagunaRock 2008), donde el grupo cabeza de cartel fueron los segovianos Lujuria. Se finalizó el año con una memorable actuación en el Festival Canarias Hard&Heavy Meeting (Maspalomas, Gran Canaria), junto a grupos de renombre internacional como Susperia y Vicious Art. Como curiosidad, podemos destacar la aparición de Esclavitud en la portada del
semanario de prensa paraguayo Cambio 21 (febrero de 2008), donde se incluye una amplia entrevista al grupo como consecuencia de una de las letras de sus canciones ("Sin Perdón", del álbum "Involución", dedicada a las víctimas de una terrible catástrofe ocurrida en ese país.

### 2009
Comienza el primer trimestre del año cerrando tres actuaciones en la Península. La primera de ellas se concreta en el 2º concurso TAF (Móstoles, Madrid) en el mes de febrero, y donde, tras su actuación, la banda se clasifica para la segunda fase, que se llevó a cabo en septiembre. La segunda fecha, también en febrero, se realiza en la Sala Palo-Palo de Marinaleda, Sevilla, siendo los teloneros de la mítica banda madrileña Obús. En el mes de marzo se lleva a cabo la tercera actuación, en la Sala Heineken de Madrid, donde son invitados por Lujuria a abrir el concierto presentación de su disco “Licantrofilia”. En el mes de mayo, LagunaRock 3 se presenta con Obús (Madrid), Esclavitud, Steelgar (Barcelona) y las bandas de Gran Canaria The Zeronaut y Lord Bairon. Comenzando el último trimestre del año, el grupo vuelve a Móstoles para actuar dentro del marco del concurso de bandas TAF, consiguiendo clasificarse para una tercera ronda en noviembre, donde finalmente quedaron finalistas entre más de 150 grupos participantes. Terminando el año, la banda recibe la grata sorpresa de que han sido incluidos destacadamente en el libro “Acero canario”, del autor Pedro J. Brissón y editado a través de la editorial canaria Agoñe Yacoron.

### 2010
El grupo se presenta en directo en el I Festival Proyecto Gruta (Tenerife) en el mes de marzo, junto a varias bandas canarias. Reciben la invitación por parte de Lm Producciones para telonear a los mismísimos Barricada. Acto seguido comienza la organización, una vez más, del Festival LagunaRock, en su 4ª edición, donde se brindó la oportunidad de disfrutar de grupos como Koma (Pamplona), Meridian Zero y Alea Jacta (Tenerife) y Semper (Gran Canaria), acompañados por los anfitriones y organizadores Esclavitud.

### 2011
El año comienza con fuerza para la banda, editando “Condenados al Paraíso” y su videoclip promocional “Mi Decisión” (dirigido por Stefan Vilches y su equipo de 32 Amperios). Así mismo, días antes de presentar “Mi Decisión”, la banda es recompensada por su trabajo durante 2010 en la 1ª Edición de los Premios Metal Canario, llevándose, por medio de votación popular, los principales galardones: Mejor Banda, Mejor Directo, Mejor
Guitarrista, Mejor Bajista, Mejor Batería, Mejor Cantante Masculino y Mejor Canción. En el mes de abril comienzan a presentar el nuevo trabajo discográfico con la gira “Condenados al TOUR 2011/2012”, que les ha llevó por Bilbao, Vizcaya, Tenerife, Gran Canaria, Zaragoza, Valencia, Murcia, Fuerteventura y Granada. Cabe destacar que a finales de 2011, tanto “Condenados al Paraíso” como “Mi Decisión”, son elegidos entre los mejores discos y video-clips de Heavy Metal a nivel estatal por los responsables de las webs especializadas Insonoro, Metal Zone y Satan Arise.

### 2012
Comienza el año como termina el anterior, siendo reconocidos, una vez más, “Condenados al Paraíso” y “Mi Decisión” entre los mejores de 2011 (a través de referéndum entre los visitantes de la web Metal Zone y las votaciones del equipo técnico de RafaBasa.com), y siendo considerados como “ 5ª banda revelación 2011” en el Rockferendum realizado por la prestigiosa revista “La Heavy” (antigua Heavy Rock) de su número de febrero. En lo que a directos se refiere “Condenados al TOUR 2011/2012” siguió su curso, donde la banda presentó su nuevo disco tanto en festivales como en salas.

### 2013
Los planes de la banda se resumen en seguir promocionando “Condenados al Paraíso”, por lo que en el mes de julio estrenan el videoclip de la canción “La Última Estación” (producido por Naranja Audiovisual SL), mientras se concentran en la composición de nuevos temas para un futuro disco y se combinan las actuaciones en directo

### 2014
Debido a las obligaciones laborales antes comentadas de los miembros de la banda, durante casi seis meses no estuvieron los cuatro componentes juntos, así que se toma como un año de transición y de composición de nuevo material a un ritmo menor del habitual, aunque lo más destacable es la actuación de Esclavitud en el festival más importante de España en 2014, la IX edición del Festival Leyendas de Rock (Villena, Alicante), compartiendo cartel con bandas de primer nivel como W.A.S.P., Volbeat, Michael Schenker´s Group, Moonspeel, Hammerfall, y muchos más.

### 2015-2016
Este periodo está marcado por el final de la composición del nuevo material de la banda que se presenta en una única actuación que se convertiría en la última de Adrián Lugo con Esclavitud después de 20 años en el Festival Kaos Rock en Los Realejos (Tenerife).

## Discos

### 2006: “Involución”
Grabado en los estudios Arena Digital, producido por Juan Carlos Hernández. Editado por la discográfica independiente tinerfeña Multitrack.
Temas:
- Sin Perdón.
- Nuevo Orden.
- Líderes y Dioses.
- Caer.
- Inercia/Involución.
- Orgullo y Libertad.
- Mi Resurrección.
- Tu Frialdad.
- El Rey de los Vientos.
- Wounded Knee Creek: Dinadisodi (Sepelio)/ Enterrad mi Corazón en Wounded Knee/ Danza de los Espíritus.
Críticas de "Involución"
- Web Rocknmetal.com: “Involución nos trae 10 cortes de Heavy Metal con un sonido más que sobresaliente que absorbe varios estilos, consiguiendo así un sonido propio que no hace de sus canciones una monotonía. Los estribillos vienen cargados de fuerza, con ritmos pegadizos acompañados por la desgarradora voz de Adrián, capaz de llegar a tonos inesperados. Alargados y virtuosos solos de guitarra que lograrán dejar boquiabierto a cualquiera".
- NOIZZ webzine: “Un disco con un sonido muy agresivo dentro de los patrones del Heavy Metal que les ha quedado bastante bien. Un buen trabajo de Metal que gustará tanto a los seguidores del Heavy más clásico como a quienes gusten del Thrash de antaño".
- Revista Heavy Rock (enero de 2008): “…temas en los que cada uno tiene una marca propia y en los que el denominador común es un Metal arrollador…el puñal es la voz…contundencia en la potente base de bajo y batería…decapitante guitarra…La formación clásica de voz, guitarra, bajo y batería, sorprende unificando todas las vertientes del Metal…Heavy fresco y directo”.
- Revista Rock Estatal (mayo de 2008): “…Involución es un proyecto muy ambicioso, ofreciendo toda su capacidad desde el primer tema. Once cortes muy cuidados, con mucha melodía y cambios de ritmo, que hacen que se trate de un disco muy dinámico. Combinan técnica y contundencia a partes iguales. Ofrecen cambios de riff y punteos virtuosos para los amantes del metal progresivo, que a su vez combinan con el metal originario de los 80 y 90, sin olvidar las nuevas tendencias…”.

### 2011: "Condenados al Paraíso"
Grabado en los estudios Mi Sueño, producido por Andi Deris y masterizado por Charlie Bauerfeind. Autoeditado.
Temas:
- Alerta Roja.
- Dejarnos la Piel.
- Mi Decisión.
- Lágrimas de Sal.
- La Última Estación.
- La Noche de los Héroes Perdidos.
- Alzados/ Gritarle al Silencio.
- Un Nuevo Camino.
- Auto de Fe.
- Condenado al Paraíso.
Críticas a "Condenados al Paraíso":
- Web Rafabasa.com (junio de 2011) - Puntuación 8/10: “…te encuentras con una banda espectacular, que suenan como un cañón y que han sacado un discazo de heavy metal como la copa de un pino…”, “…y es porque suenan a ellos y además lo hacen de maravilla, teniendo personalidad, un grandísimo nivel musical y un algo que les hace subir ese último peldaño que te hace destacar entre las bandas "normales" y lo que están precisamente un nivel por encima”.
- Web Lacriticamusical.com (junio de 2011) - Puntuación 9,25/10: “…En cuanto escuché un par de temas suyos, supe que este grupo merecía la pena. Su estilo es un metal directo, contundente y agresivo, con aires de thrash metal en ocasiones, pero sin ese frenesí a los bombos...”, “…se les ha comparado con Judas Priest, Ángeles del Infierno e incluso con los albaceteños Centinela. Y lo cierto es que, teniendo pinceladas de todos ellos, Esclavitud va más allá…”, “Pocos lanzamientos a nivel nacional encontraréis al año con semejante calidad”.
- Revista Heavy Rock nº 335 (julio de 2011) - Puntuación 5/6: “Se mejoran a sí mismos los canarios con “Condenados al Paraíso”…”, “…una vez asimilado será difícil dejarlo en un rincón porque engancha…”. 
-Revista Metal Hammer nos 284/285 (julio/agosto 2011): “…un trabajo encomiable, y que distancia a Esclavitud de otras muchas producciones nacionales por el magnífico sonido que han alcanzado…”, “…un álbum netamente internacional cantado en castellano que hará las delicias de los seguidores del metal europeo”, “…El abominable riff de “Lágrima de Sal”, los cambios a los Dream Theater de “La Noche de los Héroes Perdidos” o la potencia de “Gritarle al Silencio”, son buena muestra de la excelente banda que es Esclavitud!”.
- Web Metalkas.com (julio de 2011): “…contados lanzamientos a nivel nacional de rock duro y metal puedes encontrar con la brillante personalidad musical y emocional que despliegan Esclavitud en su segundo álbum Condenados al Paraíso…”, “…Impecable y demoledora ejecución técnica a nivel instrumental y un excelente cantante con multitud de registros hacen de “Condenados al Paraíso” un disco intenso y emocionante…”. 
- Web Satanarise.com (septiembre de 2011) – Puntación 8/10: “Después de escuchar el disco, a mi cabeza vienen términos no musicales: Arrollar, bomba, trailer, demolición, tren de mercancías,...”, “…Una contundencia absoluta, y un discazo enorme…”.
- Web El Predicador del Metal (septiembre de 2011) – Puntación 10/10: “Estamos ante una banda que demuestran todas sus capacidades musicalmente, no sólo es heavy metal, esto es METAL…”.
- Web Metalcry.com (septiembre de 2011) – Puntación 8/10: “Condenados al Paraíso ha supuesto una muy agradable sorpresa y una revelación…”, “ESCLAVITUD ponen la pica en Flandes y se destacan del pelotón con un álbum muy
cuidado, bien pensado y mejor ejecutado. Imperdonable no aventurarse en su escucha".
- Web Insonoro.com (septiembre de 2011): “Destacamos este trabajo entre los diez mejores del año, eso no lo dudamos, la propuesta de heavy metal de estos tinerfeños con más de diez años de carrera es muy sólida, auténtica y con las ideas claras…”.
- Web Metal4all.net (octubre de 2011) – Puntación 7,5/10: “El resultado es abrumador. No sólo por sonido, sino por el enfrentamiento que supone al oyente adentrarse en casi ochenta minutos de Heavy Metal sin trucos que sonará en directo muy similar a como ha quedado en Estudio…”.
- Web Metalzone.biz (octubre de 2011) – Puntación 8,5/10: “…ha llegado a nuestras manos (y oídos) esta maravilla titulada “Condenados al Paraíso”… a pesar de que muchos de los temas superan los seis minutos, y otros cuantos los ocho, no se convierte para nada en un disco pesado ni aburrido sino todo lo contrario…”, “…En resumen, un discazo, de los mejores del 2011, que debe ser el despegue definitivo de esta banda que con este plástico demuestra que deben estar en los puestos altos de la clasificación del metal de este país".
- Web Thesentinel.es (noviembre de 2011) – Puntación 4/5: “…este overbooking también abre puertas a bandas de un nivel inmenso, como es el caso de estos canarios llamados Esclavitud, que se han marcado un discazo alejado de los tópicos del doble bombo o del Heavy ochentero a más no poder, para ofrecer un disco agresivo, fusilándote a base de riffs cargados de rabia y a la vez de una técnica excelente.”, “…discos así me hacen mantener mi más que quebrantada fe en el Heavy Metal".
- Revista Rock Estatal nº 20 (noviembre de 2011) – Puntación 85/100: “…este es uno de esos discos importantes del año en su género…”, “…sorprendente en extensión, producción y composición…”, “…Esclavitud innova sin perder sus más
cercanos referentes".
- Web Metalzone.biz (diciembre de 2011) – “Condenados al Paraíso” entre los 10 mejores discos del Heavy Metal a nivel estatal.
- Web Satanarise.com (diciembre de 2011) - “Mi Decisión” entre los mejores vídeo-clips estatales de 2011.
- Web Metalzone.biz (enero de 2012) – “Mi Decisión” entre los mejores vídeo-clips estatales de 2011. 
- Web RafaBasa.com (enero de 2012) – “Condenados al Paraíso” entre los 10 mejores discos del Heavy Metal a nivel estatal.
- Revista La Heavy nº 1 (antigua Heavy Rock) (febrero de 2012) – “Esclavitud entre las 5 bandas revelación a nivel nacional de 2011”.

### 2017: "Return to Eden"
En grabación

### Miembros de Esclavitud
| Marc Quee: voces | Alexis Guerra: guitarras | Ramón Cebrián: bajo | Mauro Martín: batería |
| ---------------- | ------------------------ | ------------------- | --------------------- |
|                  |                          |                     |                       |

- Datos: Q30906985
- Multimedia: Esclavitud / Q30906985